# Diablo II
Diablo II là một trò chơi điện tử nhập vai hành động hack and slash được Blizzard North phát triển và được Blizzard Entertainment phát hành vào năm 2000 cho Microsoft Windows, Mac OS cổ điển và Mac OS X. Trò chơi có chủ đề kinh dị và tưởng tượng đen tối. được David Brevik và Erich Schaefer thiết kế, người cùng với Max Schaefer đóng vai trò dẫn đầu dự án trong trò chơi. Các nhà sản xuất là Matthew Householder và Bill Roper.
Dựa trên sự thành công của trò chơi trước đó Diablo (1996), Diablo II là một trong những game nổi tiếng nhất năm 2000. Các yếu tố chính góp phần vào sự thành công của Diablo II bao gồm việc tiếp tục các chủ đề tưởng tượng phổ biến từ trò chơi trước đó và truy cập vào dịch vụ chơi trực tuyến miễn phí của Battle.net của Blizzard. Một bản mở rộng cho Diablo II, Diablo II: Lord of Destruction, được phát hành vào năm 2001. Phần tiếp theo, Diablo III, được công bố vào năm 2008 và được phát hành vào ngày 15 tháng 5 năm 2012.